# Північне Ляо

## Північне Ляо
Північне Ляо (спрощена китайська: 北 辽; традиційна китайська: 北 遼) — династія, яка відкололася від імперії Ляо в 1122 році. Вона створена Кланом Йелу на півночі Китаю. Держава існувала лише короткий проміжок часу між 1122 і 1123 роками. Під час правління імператора Тяньцуо-Ляо отаман Юрчен Ваньян Агуда повстав проти правління династії Ляо. У 1115 році династія Цзінь була офіційно проголошена разом з Ваньяном Агудою її першим імператором.

## Відновлення військових дій
- 1119 рік відновлення військових дії між імперією Ляо і Династією Цзінь[1]
- У 1120 році напали на Верхню столицю. Імператор Ляо Тяньцзи-Ді стратив своє наближче оточення, підозрюючи їх у змові. Один з його родичів — Елюй Юйду — рятуючи своє життя в 1121 році втік до династії Цзінь. Привів їх війська до Середньої столиці. Під їх натиском, Тяньцзи-Ді втік на захід і сховався у володіннях Тангутів.[2]
- Згодом Елюй Цюнь, що носив титул Янь-Ван був поставлений на престол як «Імператор Тяньсі» (китайською: 天錫 皇帝). Імператор Тяньцуо, з іншого боку, був понижений до статусу принца і присвоєний титулом «принц Сяньгіня» судом Північної Ляо. Оскільки династія Ляо, якою правив імператор Тяньцуо, все ще існувала, режим, очолюваний імператором Тяньсі, відомий як «Північне Ляо» (китайське: 北 遼).[3]
- Новий імператор призначив Елюй Даші головнокомандувачем Південним маршрутом, і той на чолі двох тисяч каданських вершників прибув в Чжочжоу, де з ходу розбив сунскі війська при Ланьгоудяне і на плечах противника спробував переправитися через річку Байгоу. Хоч йому це і не вдалося, незабаром в його таборі поблизу Сіньчен зібралася 30тисячна армія. Рішучі дії Елюй Даші дозволили кіданьській державі відобразити загрозу з півдня, і направити частину військ проти чжурчженів.
- Згодом Янь-Ван несподівано захворів і помер, не залишивши після себе спадкоємця. Але Янь-Ван встиг передати своє управління Лі-Чувеню. Лі-Чувень зі своїм сином Лі-Ши через сунского сановника Чжао Лянси встановили зв'язок з Сунською імперією і тримали напоготові вірних людей, щоб відкрити ворота міста, після чого планували "схопити інородческих вождів з тим, щоб відновити колишні обіцянки щодо повернення до вірнопідданства і про знищення варварів "(тобто планувалося їх знищити і визнати владу китайського імператора). Однак киданин Елюй Даші і сісец Сяо Гань підвели до палацу свої загони, і змусили військових і цивільних чиновників обрати на престол другого сина Тяньцзи-Ді, який носив титул Цинь-Вана, а тимчасове управління справами доручити вдові Янь-Вана, що носила титул Ціньгофей.[4]
- Імператриця звинуватила Лі-Чувеня і його сина в тому, що ті «ввели Янь-Вана в оману». Глава змовників Лі-Чувень, який «встановив на півночі зв'язку з державою Цзінь, а на півдні зв'язався з Тун-Гуань, висловлюючи бажання захопити імператрицю Сяо і піднести династії Сун землі області Янь», був засуджений до смерті.
- Згодом Елюй Даші розгромив під Сюнчжоу добірну сунськую армію, «трупи сунських воїнів покрили південь Сюнчжоу і північ Мочжоу».[3]
- Через деякий час величезна сунська армія (до 500 тисяч чоловік) знову вирушила в напад на Ляо, але Елюй Даші і Сяо Гань розгромили її, сунська армія зазнала величезних втрат в живій силі і зброї. Ці перемоги підняли престиж киданьской імперії, і після поразки у Цзюйюнгуань на їх захист виступили тангути. Їх 30-тисячна армія завдала кілька поразок чжурчженям, але у вирішальній битві на річці Ішуй була розгромлена. Війська чжурчженів за трьома напрямками пішли на захоплення столичної області Янь.[1]
- У цих умовах в рядах захисників кіданьского держави стався розкол. Сяо-Гань запропонував план відродження держави на території проживання племені Сі в Маньчжурії. Елюй Даші наполягав на відході до імператора Тяньцзи-Ді. В результаті Елюй Даші зважився на захоплення імператриці і вбивства Сяо Боже, а Сіско і бохайскі війська пішли з Сяо Ганем в Маньчжурію. Загін Елюй Даші прибув до табору Тяньцзи-Ді, де у 1123 році вдова Янь-Вана була страчена. Таким чином формально було відновлено єдність імперії Ляо, яка на той час вже існувала в основному лише номінально.[4]

## Повернення Північного Ляо
- Після полону Тяньцзи-Ді чжурчженями, Елюй Даші звів на імператорський престол його сина, який мав титул Лян-Вана, після чого втік з ним на захід в супроводі близько 200 вершників. Через кілька місяців Лян-Ван помер, і Елюй Даші звів на престол Елюй Чжуле, проте через місяць той був убитий своїми соратниками. Тому у 1124 року Елюй Даші вирішив оголосити імператором себе.[1]
- Скориставшись занепокоєнням, яке викликало у кочівників поява чжурчженів в Монголії, Елюй Даші скликав курултай в Бешбаліке, на який прибули «глави семи областей і вожді 18 племен», де він проголосив створення держави Північна Ляо. Там він отримав підтримку 10 тисяч воїнів і прийняв на себе монгольський титул гурхан.[1]
- Коли до чжурчженів дійшли чутки про курултаї, Цзіньській імператор навесні 1129 року відрядив проти Північної Ляо 20 тисячний корпус під керівництвом Елюй Юйду (кіданина, який перейшов в 1121 до чжурчженям). Восени 1129 року Елюй Юйду зайняв Кедуньчен, однак летючі загони Північної Ляо вели «малу війну», перешкоджаючи діяльності фуражирів, і, залишившись без продовольства, Елюй Юйду був змушений відступити.[2]
- Однак в результаті сформованого співвідношення сил Елюй Даші не знаходилося місця серед кочових народів Східної Азії. Тому, зваживши всі обставини, Елюй Даші разом зі своїми людьми вирушили на захід. Вони завоювали собі землі в Середній Азії, і утворили там Каракитайське ханство.[4]